# Exalloniscus brincki
Exalloniscus brincki är en kräftdjursart som beskrevs av Manicastri och Roberto Argano 1986. Exalloniscus brincki ingår i släktet Exalloniscus och familjen Oniscidae. Inga underarter finns listade i Catalogue of Life.